# Zefir (Gewebe)
Zefir, auch Zephir, ist ein typisches Hemden- und Blusengewebe aus Baumwolle oder Mischungen mit Polyester und Viskose in Leinwandbindung.
Zefir ist bunt gewebt, ähnlich wie Batist, weshalb das Gewebe auch als Zefirbatist bezeichnet wird. Es hat einen weich fließenden Griff und eine glatte Oberfläche. Meist werden bei diesen garngemusterten Geweben Längsstreifen, aber auch Karos erzeugt.
In der weiteren Schreibweise „Zephyr“ wird der Stoff auch als eine veraltete Bezeichnung für das ebenfalls leicht gewebte Musselin genannt.